# Przybrodzie (województwo zachodniopomorskie)
Przybrodzie – osada w Polsce położona w województwie zachodniopomorskim, w powiecie koszalińskim, w gminie Polanów, na obszarze rezerwatu Na rzece Grabowej. Miejscowość wchodzi w skład sołectwa Rochowo.
W latach 1975–1998 miejscowość administracyjnie należała do województwa koszalińskiego.